# Lepidonectes
Lepidonectes is een geslacht van straalvinnige vissen uit de familie van de drievinslijmvissen (Tripterygiidae).

## Soorten
- Lepidonectes bimaculatus Allen & Robertson, 1992
- Lepidonectes clarkhubbsi Bussing, 1991
- Lepidonectes corallicola (Kendall & Radcliffe, 1912)